# Notre-Dame du Laus

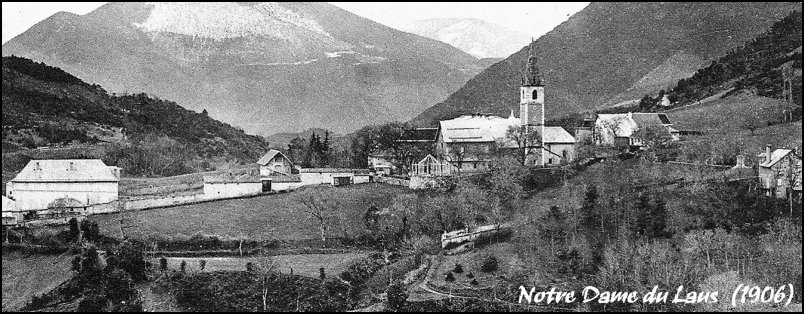
Blick auf Notre Dame du Laus (1906)

Notre-Dame du Laus (von lateinisch laus „Verherrlichung“, gesprochen: „Loh“, seltener: „Lohs“) ist seit 1664 ein französischer Marienerscheinungs- und Wallfahrtsort in Saint-Étienne-le-Laus, Département Hautes-Alpes, Bistum Gap und Embrun.

## Geschichte
Die Mystikerin Benoîte Rencurel hatte ab 1664 (als junge Hirtin) und bis zu ihrem Tod (1718) in den französischen Südalpen (südöstlich von Gap) Erscheinungen der Jungfrau Maria, von Christus am Kreuz und von Heiligen. Der damalige Erzbischof von Embrun, Georges d’Aubusson de La Feuillade, ließ eine Kirche errichten und lud die Jesuiten zur Ansiedlung am Ort ein. 2008 erkannte der Bischof von Gap, Jean-Michel di Falco Leandri die Erscheinungen im Namen der Kirche an. Zur Betreuung der rasch einsetzenden Wallfahrt folgte 1712 die Kongregation der Missionspriester von Sainte-Garde (1791 von der Französischen Revolution vertrieben). 1805 kaufte der Bischof von Digne die Anlage zurück und setzte 1818 dort die kurz zuvor vom heiligen Eugen von Mazenod in Aix-en-Provence gegründete Priesterkongregation der Oblaten der Unbefleckten Jungfrau Maria ein, die 1841 von Diözesanpriestern abgelöst wurde. 2008 siedelten sich die Anbetungsschwestern vom Heiligsten Herzen Jesu von Montmartre an. Derzeit sammelt der Bischof von Gap Gelder für den Bau einer größeren Wallfahrtskirche.

### Der Geist des Ortes
Gegenstand der Offenbarungen waren die Sündhaftigkeit der Menschen, die Notwendigkeit zu Umkehr, Reue und Beichte, sowie die Barmherzigkeit Gottes gegenüber dem aus freiem Willen Reuigen. Die Jungfrau Maria wurde von Benoîte Rencurel wahrgenommen als Versöhnerin der Menschen mit Gott. In den Dienst dieser Versöhnung stellte sich Benoîte mit großem persönlichem Einsatz ein Leben lang. Der Wallfahrts- und Gebetsort steht deshalb  nach wie vor im Zeichen der Versöhnung (réconciliation) des Einzelnen mit Gott und den Mitmenschen, aber auch mit sich selbst, mit seinem Körper, mit seiner persönlichen Lebensgeschichte, mit der Zeit und mit der Natur.  Er nimmt jährlich mehr als  150000 Besucher auf. Zu den glühendsten Verehrern von Notre-Dame du Laus gehörte Jean Guitton.

### Dokumentation
Vier gebildete Zeitzeugen des 17. und 18. Jahrhunderts legten ihre Beobachtungen und Befragungsergebnisse auf 1800 Manuskriptseiten nieder, die 1850 kritisch gesichtet, geordnet und abgeschrieben wurden und seitdem als „Authentische Kopie der Manuskripte“ vorliegen. Diese (auch säkularhistorisch) bedeutende Quelle wurde erstmals von Roger de Labriolle (1907–1988) in dem 1977 erschienenen Werk Benoîte. La bergère de Notre-Dame du Laus (Die Schäferin von Notre-Dame du Laus) ausgewertet und 1978 zum Gegenstand eines wissenschaftlichen Kolloquiums gemacht, auf dessen Basis es 1981 zur Wiederaufnahme des Seligsprechungsprozesses von Benoîte Rencurel kam.

## Wallfahrtskirche

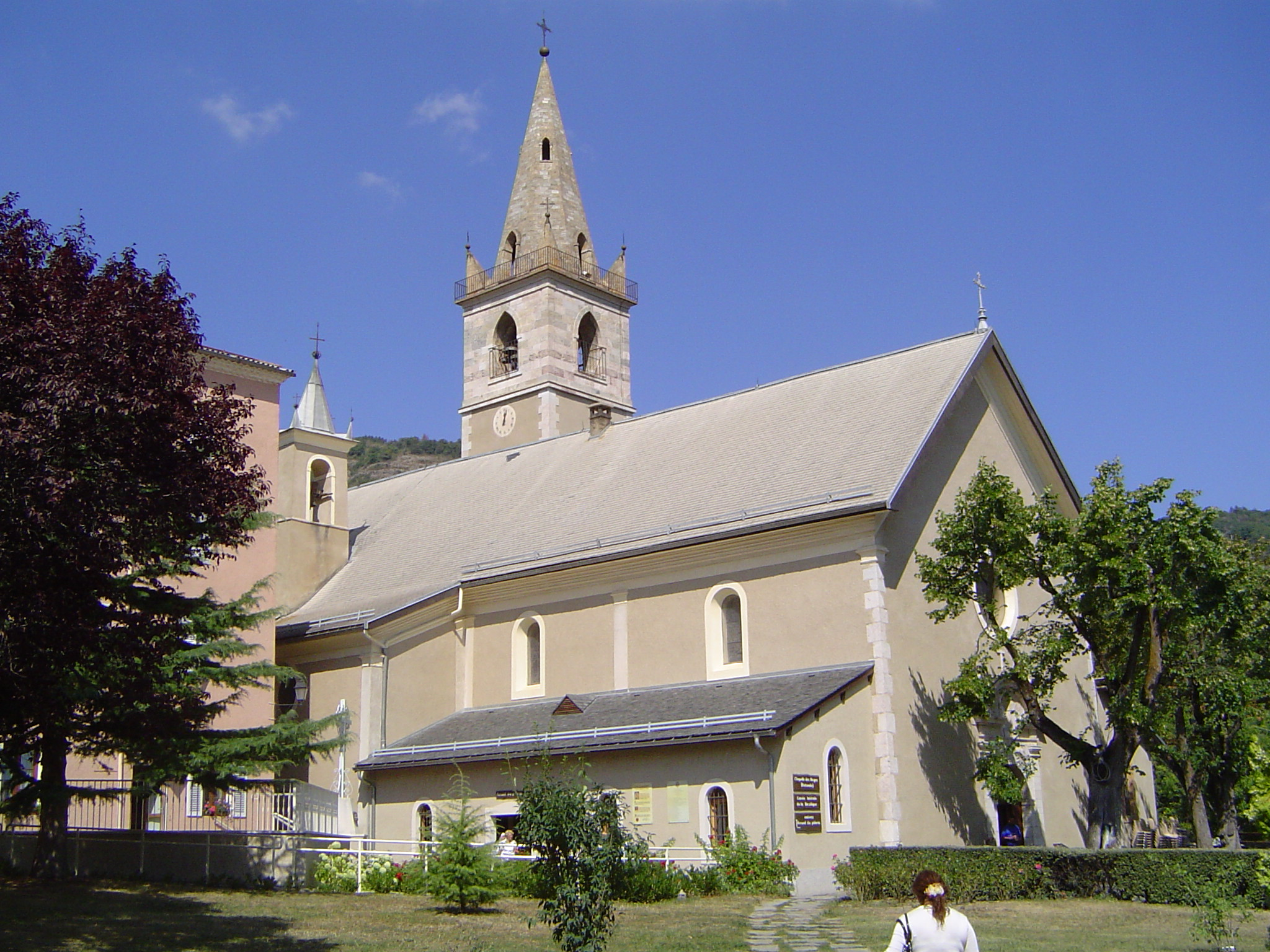
Notre-Dame du Laus

Das heutige Gebäude ist eine Erweiterung der bereits 1666 erbauten Kirche, die nur das heutige Kirchenschiff und einen Glockengiebel umfasste. Jeder Pilger brachte aus dem Tal einen Stein hinauf, und 1669 wurde die Kirche fertiggestellt. Der an das Gebäude angrenzende imposante Glockenturm wurde 1834 von den Oblatenvätern der Unbefleckten Jungfrau Maria, die für das Heiligtum verantwortlich waren, hinzugefügt. Der Kirche wurde am 18. März 1892 von Papst Leo XIII. den Rang Basilica minor verliehen.